# Мягков Віталій Олексійович
Віталій Олексійович Мягков (народився 26 серпня 1936 в м. Кіровабаді, тепер м. Гянджа, Азербайджан) — живописець, народний художник УРСР з 1984 року. 

## Життєпис
Закінчив у 1966 р. Київський художній інститут. 
Працює в галузі станкового живопису. 
Мистецькі твори: «Народні традиції», «Свято урожаю», «Змагання століть» (1969 р.), «Патруль революції» (1967 р.), «Склодуви» (1977 р.), «Юність» (1978 р.), «Жовтень» (1979-1980 рр.). 
Брав участь у художньому оформленні Київського філіалу Центрального музею В.І. Леніна (1980-1982 рр., тепер ‑ Палац мистецтв «Український дім»).

## Відзнаки
Відзначений Шевченківською премією 1985 року разом з В. І. Гопкалом (архітектором, керівником авторського колективу), Б. М. Гречиною, В. Є. Коломійцем, Л. І. Філенком (архітекторами), А. В. Гайдамакою (художником), В. В. Баруленковим (інженером-будівельником) за архітектуру і художнє оформлення Київського філіалу Центрального музею В.І. Леніна.